# LHeC
El Gran Colisionador de Hadrones y Electrones (LHeC, siglas que corresponden a su nombre en inglés Large Hadron Electron Collider) es la propuesta de un acelerador para actualizar la cadena de aceleradores del GCH (LHC en inglés) - el acelerador de protones de mayor energía existente que opera en el CERN en Ginebra. Añadiendo al acelerador de protones un nuevo acelerador de electrones, el LHeC permitiría el estudio de colisiones electrón-protón y electrón-ion a mayores energías y con una mayor tasa de sucesos que las existentes, mucho mayores que las alcanzadas en el colisionador de electrones y protones HERA en DESY en Hamburgo, cuya vida operativa concluyó en 2007. Así, el LHeC posee un programa único de investigación, que va desde la subestructura de protones y núcleos hasta la física del Bosón de Higgs recientemente descubierto. El concepto básico del LHeC consiste en dos aceleradores lineales superconductores de aproximadamente 1 km de longitud cada uno, con una configuración de hipódromo tangencial al LHC, por la que los electrones pasan tres veces antes de la colisión e-p. Con una aceleración en cada parte lineal hasta una energía de unos 10 GeV, el haz final tiene una energía de unos 60 GeV que chocaría con los protones de 7 TeV o los iones de Pb de 2.7 TeV. Una particularidad única del diseño es la optimización para conseguir un consumo de energía particularmente bajo. Esto se consigue decelerando el haz de electrones después de la colisión y recobrando casi toda su energía en el sistema de cavidades de los aceleradores lineales, un principio denominado recuperación de energía (energy recovery en inglés). Actualmente se está llevando a cabo la preparación de una colaboración internacional con el CERN para desarrollar las cavidades superconductoras de aceleración, a la frecuencia óptima de 802 MHz. Al mismo tiempo, se está desarrollando el diseño de una plataforma de prueba de un acelerador lineal con recuperación de energía en el CERN. Además, el programa científico y el detector se están desarrollando en relación con los programas de física de protones e iones pesados en el LHC. Para un uso máximo del tiempo de operación y los recursos del LHC, se prevé que los datos de colisiones electrón-protón y protón-protón se tomen simultáneamente. En un futuro lejano, el haz de electrones del LHeC puede ser combinado con un haz de protones de varias decenas de TeV en el CERN, que se encuentra en fase de estudio como colaboración internacional de ámbito mundial desde 2013.

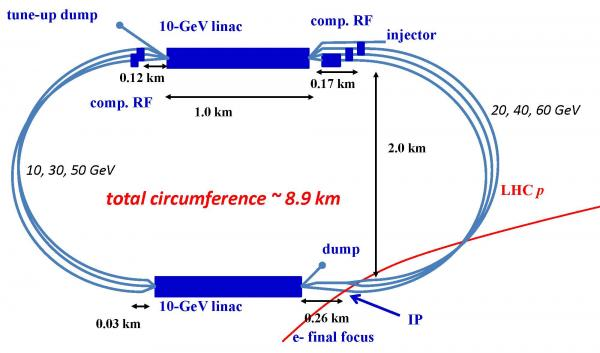
Diseño actual del complejo de aceleradores lineales de electrones del LHeC. Las colisiones con el haz de protones tendrían lugar en el punto de interacción (IP).